# Hofbachstadion
Das Hofbachstadion ist die zweitgrößte Stadionanlage im Siegener Stadtgebiet und liegt im Stadtteil Geisweid. Die Anlage verfügt über 10.000 Plätze. Es ist zudem einer von nur zwei Naturrasensportplätzen im Stadtgebiet und der einzige, an den sich eine Tartanbahn angliedert. 
Die beiden Geraden der Tribüne stellen den Zuschauern Betonstehstufen mit Wellenbrechern zur Verfügung. Die beiden Kurven sind begrünt, eine dieser ist durch ein Marathontor unterbrochen, das jedoch oberhalb begehbar ist. Auf beiden Geraden wurde ein Teil der Stehstufen vor einigen Jahren erneuert. Des Weiteren sind auf der teilweise überdachten Seite einige Reihen aufgeschraubter Sitzreihen vorzufinden. Für Leichtathleten bietet die Anlage neben der Tartanbahn, unter anderem eine Stabhochsprunganlage, einen Hammerwurfkäfig und eine Weitsprunganlage. An den Rasenplatz schließt sich ein Tennenplatz mit Kunstrasenbelag an.

## Geschichte
1970 begann der Bau der Sportanlage, zunächst wurde ein Ascheplatz mit Platz für rund 7.000 Zuschauer geschaffen. Das Stadion wurde am 15. September 1974 eingeweiht.

## Nutzung

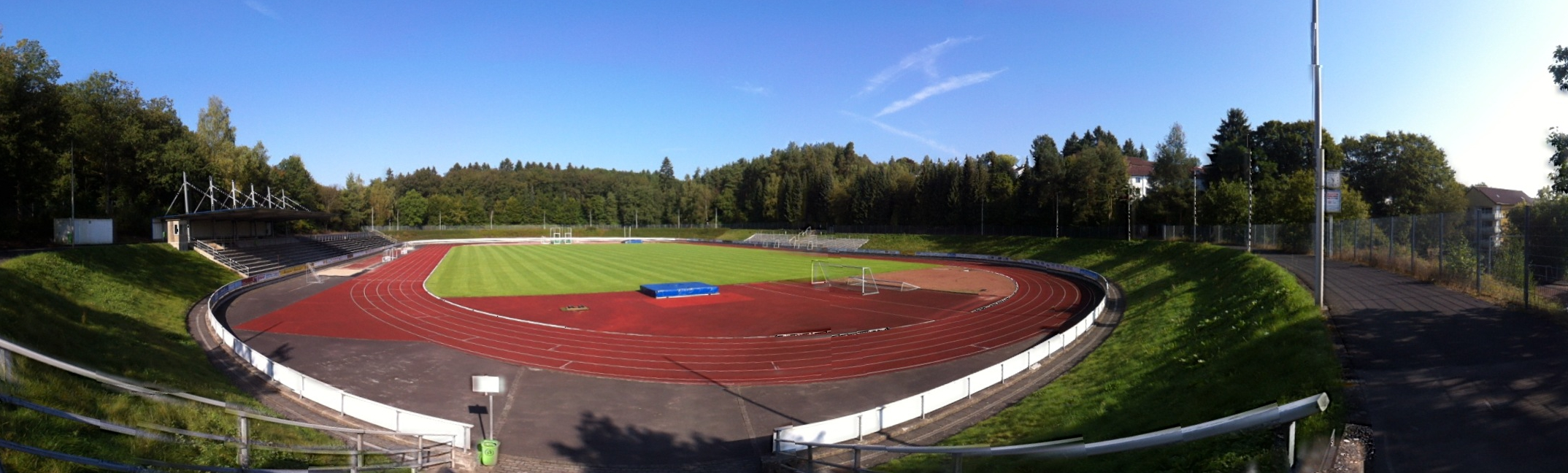
Naturrasenplatz mit neuer Tribünenüberdachung und Gegengerade

Die Anlage wird seit ihrem Bau hauptsächlich vom VfL Klafeld-Geisweid 08 genutzt. Der ersten Mannschaft des Vereins steht jedoch pro Woche nur eine Trainingseinheit auf dem Rasen zu. Zudem trägt der momentane Bezirksligist dort auch seine Heimspiele aus, insofern es die Witterungsbedingungen zulassen. Die zweite Mannschaft sowie die Jugendmannschaften spielen und trainieren ausnahmslos auf dem Tennenplatz.
Ein weiterer Nutzer der Anlage sind die Sportfreunde Siegen. Die erste Mannschaft nutzt den Rasenplatz zum Training. Kommt es bei der Anlage im Leimbachtal zu Engpässen bei der Platzbelegung tragen die zweite Herrenmannschaft und die erste Damenmannschaft ihre Heimspiele auch dort aus. Die Klafelder müssen dann auf den Tennenplatz ausweichen.
Auch der mehrmalige Deutsche Meister TSV Siegen trug hier seine Heimspiele aus. Im Juli 1975 war das Hofbachstadion Austragungsstätte eines Spiels einer aus Spielern der Vereine TSV Siegen, Sportfreunde Siegen, VfL-Klafeld-Geisweid und SV Netphen zusammengesetzten Siegerland-Auswahl gegen die Nationalmannschaft Jordaniens, das mit einer 1:5-Niederlage für die Jordanier endete.
Die Leichtathletikanlagen werden von der Turngemeinde Friesen Klafeld-Geisweid, der LAG Siegen und den Siegen Sentinels (American Football) genutzt.

## Bauvorhaben

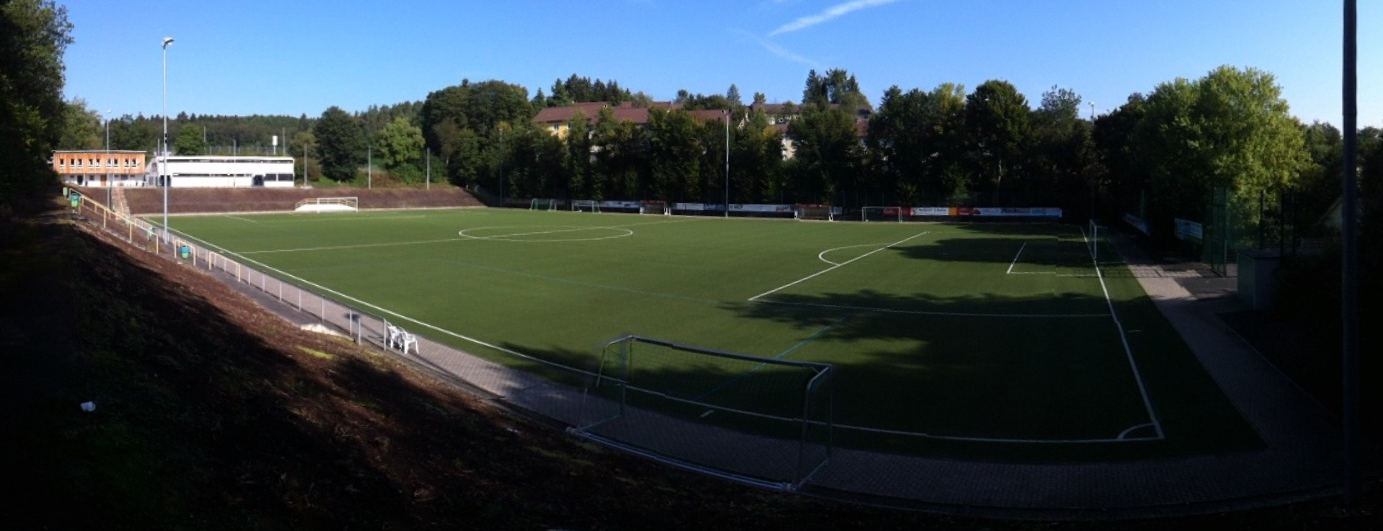
Kunstrasenplatz mit dem Sportheim des VfL Klafeld-Geisweid 08 und Kabinentrakt im Hintergrund

Seit dem Bau der Anlage im Jahr 1970 hat die Stadt wenig in die Anlage investiert, und so ist sie in den vergangenen rund 40 Jahren recht marode geworden. Eine der wenigen Investitionen seitens der Stadt war, neben dem Bau des Naturrasenplatzes 1974, die Installation einer Lautsprecheranlage inklusive Sprecherkabine im Sommer 1981, die aber wegen Überschreitungen des zulässigen Lärmpegels nach kurzer Zeit wieder stillgelegt wurde und inzwischen abgerissen wurde sowie die Erneuerung des Laufbahnbelags Mitte der 1990er Jahre.
Seit dem Jahr 2005 war für eine der Tribünenseiten eine Überdachung von 14 Meter Tiefe und einer Länge von 34 Meter genehmigt, die jedoch erst im Januar 2007 fertiggestellt wurde. Neben der Überdachung wurde auch die Zaunanlage auf der Dammkrone des Stadions modernisiert, sowie die Toranlage des Marathontors einbruchsicher gemacht, da es zuvor immer wieder zu Vandalismusschäden gekommen war. In einem weiteren Bauabschnitt wurde später ein Teil der Stehstufen auf der Gegengerade erneuert, da diese äußerst marode und nur provisorisch abgesperrt waren. Zudem sind weitere Modernisierungsmaßnahmen in Planung. Der Tennenplatz erhielt zum Jubiläumsjahr einen Kunstrasenbelag, ebenso wurde ein neues zweigeschossiges Vereinsheim gebaut.